# K.G.F: Chapter 1
Série
K.G.F: Chapter 2
(2022)
Pour plus de détails, voir Fiche technique et Distribution.
K.G.F: Chapter 1 (ಕೆ.ಜಿ.ಎಫ್: ಅಧ್ಯಾಯ 1) est un film indien réalisé par Prashanth Neel, sorti en 2018. Il a pour suite K.G.F: Chapter 2.

## Synopsis
Le livre du journaliste Anand Ingalagi, El Dorado, qui détaille les événements des Kolar Gold Fields (K.G.F) entre 1951 et 2018, a été interdit par le gouvernement indien, mais une chaîne d'information télévisée s'en procure une copie et l'interviewe.
En 1951, les représentants du gouvernement ont découvert du minerai d'or dans le sud de l'État de Mysore. Le même jour, une pauvre femme mineure, Shanti, accouche d'un fils, Raja « Rocky » Krishnappa Bairya. Suryavardhan, un baron du crime, fait tuer les fonctionnaires et accapare les terres.
À 10 ans, Rocky arrive à Bombay et rejoint un gang. Au fil des ans, il grimpe dans les échelons. Il va être amené à devoir tuer Garuda, le fils de Suryavardhan. Pour ça, il s'infiltre parmi les esclaves exploités aux K.G.F.

## Fiche technique
- Titre : K.G.F: Chapter 1
- Titre original : ಕೆ.ಜಿ.ಎಫ್: ಅಧ್ಯಾಯ 1
- Réalisation : Prashanth Neel
- Scénario : Prashanth Neel
- Musique : Ravi Basrur
- Photographie : Bhuvan Gowda
- Montage : Srikanth Gowda et Srikanth
- Production : Hetvi Karia et Vijay Kiragandur
- Société de production : Hombale Films
- Pays :  Inde
- Genre : Action, drame, thriller et film de gangsters
- Durée : 156 minutes
- Dates de sortie : 
  - Inde : 21 décembre 2018
  - France : 4 février 2019

## Distribution
- Yash : Raja « Rocky » Krishnappa Bairya
- Srinidhi Shetty : Reena
- Ramachandra Raju : Garuda
- Archana Jois : Gangamma, la mère de Rocky
- Anant Nag : Anand Ingalagi
- Vasishta N. Simha : Kamal
- Achyuth Kumar : Guru Pandyan
- Srinivasa Murthy : Narayan
- Balakrishna : Inayath Khalil
- Lakshmipathi : Huccha
- Ramesh Indhira : Suryavardhan
- Harish Rai : Khasim
- Dinesh Mangaluru : Shetty
- Ayyappa P. Sharma : Vanaram
- Anmol Vijay Bhatkal : Rocky jeune

## Distinctions
Le film a reçu deux National Film Awards, deux Filmfare Awards South et six South Indian International Movie Awards.